# Muchacha con farol
Muchacha con farol es una de las primeras obras donde José Nogué Massó desarrolló la técnica del claroscuro y mostró su fascinación por la reproducción pictórica de la luz.

## Contexto de la obra
José Nogué realizó gran parte de su formación artística en la Academia de Bellas Artes de San Fernando de Madrid. En aquellos momentos el artista no mostró un especial interés por la luz, elemento que a partir de esta obra cambiará completamente, centrándose en obras de carácter costumbrista y la representación de paisajes.
Es Muchacha con farol la obra que muestra un cambio en este sentido. José Nogué sentirá una atracción hacia el claroscuro, hacia la representación viva de los colores dentro de sus obras. A pesar de que se desconoce si Nogué observó alguna obra de Luis Graner y Arrufi, es inevitable recuerdar alguna de las piezas de Granero. Pero Nogué trabajará con un trazo mucho más fugaz y desmarcado. Sin definir las líneas de la figura. Mostrando las zonas donde más luz y calor se produce con un color rojo muy intenso.
Es de las primeras de sus obras donde la luz empezará a destacar, después Nogué realizó otras obras con esta necesidad sobre la luz. Algunas de ellas son Autorretrato o Calvario de Sagunto.

## Descripción
Muchacha con farol es una de las obras más impresionantes de la producción temprana del pintor Nogué. Su composición es fuerza simple, una figura femenina ante un fondo totalmente neutro. En sus manos esta mujer aguanta un farol. Este elemento festivo es el centro de la composición y el punto de luz necesaria para la creación del claroscuro. 
Muchacha con farol es una de las obras con un carácter más festivo e informal de la obra del pintor Nogué. Incluso la cara de la figura muestra una sonrisa, un hecho extraño dentro del género del retrato cultivado por el artista.